# Talgat Tadjouddine
Talgat Safich Tadjouddine (russe : Талгат Сафич Тадзетдинов, tatar : Тәлгать Сафа улы Таҗетдин Tälğät Safa ulı Tacetdin ; né le 12 octobre 1948 à Kazan) est un Cheikh al-Islām russe. Il est grand mufti de Russie et chef de la Direction spirituelle centrale des musulmans de Russie, de 1992 à fin 2015.

## Biographie
Talgat Tadjouddine est né à Kazan, en URSS, le 12 octobre 1948 dans une famille tatare. Son père est chauffeur routier et sa mère travaille dans une usine.
En 1966, il est admis à la Mir-i Arab Madrassah de Boukhara (alors en URSS) où il obtient son diplôme avec mention en 1973. Il étudie également à l'université al-Azhar du Caire en 1978.
En 1973, il est élu deuxième imam khatib de la mosquée historique Märcani à Kazan et est élu premier imam de la mosquée en 1978. Le 19 juin 1980, il est élu mufti et président de la Direction spirituelle musulmane de la partie européenne de l'URSS et de la Sibérie (DUMES), l'une des quatre directions de ce type en URSS à l'époque.
En mai 1990, la conférence des chefs des Directions spirituelles musulmanes de l'URSS l'élit président de la direction des relations internationales des organisations musulmanes de l'URSS, plus tard l'Association des relations extérieures des organisations musulmanes, qu'il dirige toujours. En 1992, DUMES est transformé en Direction spirituelle centrale musulmane de Russie et des pays européens de la CEI ; le rang de grand mufti est créé et décerné à Talgat Tadjouddine.
En décembre 2015, Tadjouddine quitte ses fonctions administratives.

## Déclarations publiques

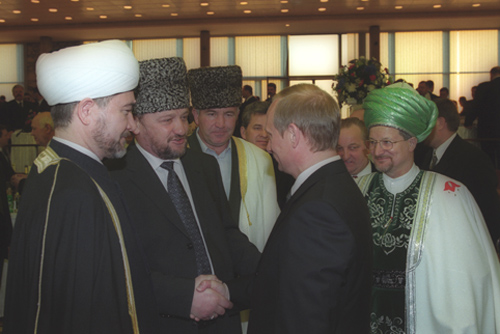
Le président russe Vladimir Poutine et Talgat Tadjouddine (à droite) le 7 mai 2000.

En février 2006, Tadjouddine se joint aux dirigeants de l'Église orthodoxe russe ainsi qu'au gouvernement de la ville de Moscou pour protester contre un défilé de la Gay Pride prévu à Moscou. Il exhorte les musulmans de Russie à organiser de violentes manifestations si la marche avait lieu : « S'ils sortent de toute façon dans la rue, ils devraient être fouettés. N'importe quelle personne normale ferait cela - les musulmans comme les chrétiens orthodoxes [...] [Les protestations] pourraient être encore plus intenses que les protestations à l'étranger contre ces caricatures controversées »,.
En 2011, il se fait l'écho du souhait de musulmans russes qu'un croissant symbolisant l'islam soit ajouté aux croix chrétiennes qui coiffent l'aigle bicéphale sur les armoiries du pays.
À la suite de l'intervention militaire russe en Syrie à l'automne 2015, s'adressant au IVe Qoroltai mondial des Bachkirs à Oufa en novembre 2015, Tadjouddine a rapporté sa conversation avec le président russe Vladimir Poutine lors de la cérémonie de célébration de la journée de l'unité plusieurs jours auparavant, ainsi, « Je lui ai dit : Vladimir Vladimirovitch, peut-être devrions-nous faire à la Syrie et à Israël ce que nous avons fait à la Crimée ? [...] Nous devrions les prendre. Que la Russie s'étende jusqu'à La Mecque ». Il déclare soutenir la décision du Conseil de la fédération de donner le feu vert à une opération des forces armées de Russie en dehors du pays afin de faire face à l’extrémisme et au terrorisme international,.
Tadjouddine soutient l'invasion russe de l'Ukraine en 2022 et accuse le gouvernement ukrainien et « le monde occidental » d'avoir « tenté d'organiser un génocide [du peuple russe] et de raviver le fascisme ».

## Décorations et récompenses
- Ordre d'honneur (12 octobre 2008) - pour les services au développement de la culture spirituelle et au renforcement de l'amitié entre les peuples.
- Ordre de l'amitié (21 septembre 1998) - pour sa contribution au renforcement de l'amitié et de la coopération entre les peuples.
- Ordre du Saint-Prince Daniil Moskovsky, 2e classe (Église orthodoxe russe, 2008) - pour le renforcement de la paix et de l'harmonie interreligieuses.